# Autostrada A0 (Rumunia)
Autostrada A0 w Rumunii (ang. Bucharest Ring Motorway, rum. Autostrada Centura București) – w skrócie A0 – planowana autostrada w Rumunii w kształcie okręgu dookoła Bukaresztu. Zakończenie prac na ostatnim odcinku planowane było na 2024 rok, jednak cała autostrada nie została jeszcze ukończona. Obecnie działa krótki odcinek części północnej i większość części południowej.
Jest ona podzielona na dwie części: południową i północną. Będzie mieć łączny dystans 100 km i będzie połączeniem istniejących autostrad A1, A2 i A3.